# Beniamino Depalma
Beniamino Depalma (ur. 15 maja 1941 w Giovinazzo) – włoski duchowny rzymskokatolicki, w latach 1999-2016 arcybiskup ad personam Noli.

## Życiorys
Święcenia kapłańskie przyjął 3 kwietnia 1965. 7 grudnia 1990 został mianowany arcybiskupem Amalfi-Cava de’ Tirreni. Sakrę biskupią otrzymał 26 stycznia 1991. 15 lipca 1999 objął rządy w diecezji Nola. 11 listopada 2016 przeszedł na emeryturę.